# Carlos González Cabrera
Carlos González Cabrera (12 aprile 1935 – 8 luglio 2017) è stato un calciatore messicano, di ruolo attaccante.

## Carriera
Con la Nazionale messicana ha preso parte ai Mondiali 1958.